# ELVO Kentaurus
ELVO Kentaurus – grecki bojowy wóz piechoty, którego prototyp został zaprezentowany po raz pierwszy podczas targów Defendory 98. Wóz zbudowany z szerokim zastosowaniem komponentów zagranicznych. Napęd zapewniał niemiecki silnik wysokoprężny firmy MTU współpracujący z przekładnią Renk, z tego samego kraju pochodziły gąsienice Diehl o szerokości 380 mm i wieża z armatą automatyczną Mauser Mk30F. System kierowania ogniem Sabre skonstruowała brytyjska firma Pilkington. W 2003 roku podpisano wstępne zamówienie na 140 bwp dla Ellinikos Stratos, ale ostatecznie produkcji seryjnej nie rozpoczęto.